# Bucktown (Californie)
Bucktown est une census-designated place du comté de Solano, dans l'État de Californie, aux États-Unis.